# Algorithme de Schönhage-Strassen
L’algorithme de Schönhage-Strassen est un algorithme de multiplication de grands entiers par transformée de Fourier rapide publié en 1971 par Arnold Schönhage et Volker Strassen.
Dans le modèle de complexité courant des machines de Turing à plusieurs bandes, il permet de multiplier deux entiers de {\displaystyle n} bits en {\displaystyle O(n\cdot \log n\cdot \log \log n)} opérations. Jusqu'en 2007 et la publication de l'algorithme de Fürer, cela en faisait la méthode asymptotiquement la plus rapide connue pour la multiplication d'entiers.